# Sweet About Me
„Sweet About Me“ је песма аустралијске кантауторке Габријеле Чилми. Издата је 26. априла 2008, као први сингл са албума „Lessons to Be Learned“ и као први сингл Габријеле Чилми уопште. У Аустралији је продато преко 70.000 копија овог сингла, па је његов тираж проглашен платинастим.

## Видео-спот
Видео-спот за ову песму је режирао Мајк Болдвин (енгл. Mike Baldwin) и у њему Чилмијева и њен бенд изводе песму у складишту, окружени заробљеним и завезаним мушкарцима.

## Издања
Сингл на компакт-диску у УК и Аустралији
Друго издање сингла на компакт-диску у УК
Дигитални „iTunes“ E.P. са ремиксима и снимцима уживо

## Пласман на топ-листама
| Топ-листа                       | Пласман |
| ------------------------------- | ------- |
| Топ-листа                       | 1       |
| А3 Аустрија топ 40              | 2       |
| Чешка радио топ-листа           | 2       |
| Недерландзе топ 40              | 2       |
| Ултратоп 50                     | 3       |
| Ултратоп 40                     | 3       |
| Траклистен                      | 5       |
| Топ-листа синглова у Француској | 9       |
| Топ-листа синглова у Ирској     | 16      |
| Топ-листа синглова у Финској    | 20      |